# 鹿尾貫太
鹿尾 貫太（しかお かんた、1995年9月6日 - ）は、トップイーストリーグAグループAZ-COM丸和MOMOTARO'Sに所属するラグビーユニオンの選手。

## プロフィール
- 福岡県福岡市出身。
- ポジションはセンター(CTB)。
- 身長 177 cm、体重 90 kg
- ニックネームはブス。
- リーグ戦ベストフィフティーンに選ばれたことがある[1]。
- オールスターゲームのリーグ戦選抜に選ばれたことがある[2]。
- 日本代表キャップは2。（2017年6月現在）
- ジュニア・ジャパンに選ばれたことがある[3]。
- 妹のみなみもラグビー選手[4]。

## 略歴
2014年、東福岡高校卒業後、東海大学に入学する。なお東福岡高校時代、高校日本代表に選ばれたことがある。
2017年、東海大学体育会ラグビーフットボール部のBKリーダーに就任し、同年5月6日に行われたアジアラグビーチャンピオンシップ2017香港戦にて先発出場で日本代表初キャップを獲得した。
2018年、東海大学卒業後、ヤマハ発動機ジュビロ(現・静岡ブルーレヴズ)に加入。同年9月1日に行われたジャパンラグビートップリーグ第1節のコカ・コーラレッドスパークス戦にて途中出場で公式戦初出場を果たす。
2021年、再結成されたサンウルブズのメンバーに選ばれた。
2024年8月、AZ-COM丸和MOMOTARO'Sに加入。